# فرهنگ‌آموزی
فرهنگ‌آموزی رویه‌ای است که طی آن مردم، پویایی فرهنگ پیرامون خود را فرا می‌گیرند و ارزش‌ها و هنجارهای مناسب یا لازم برای آن فرهنگ و جهان‌بینی‌های آن را کسب می‌کنند.

### کتابشناسی
- Poole, Fitz John Porter (2003) [1994]. "Socialization, Enculturation and the Development of Personal Identity".  In Ingold, Tim (ed.). Companion Encyclopedia of Anthropology: Humanity, Culture and Social Life. Routledge. pp. 831–860. ISBN 0-203-19104-8.